# 多鳞鱊
多鳞鱊（学名：Acheilognathus polylepis）为輻鰭魚綱鯉形目鱊科鱊屬的鱼类，是中国的特有物种。分布于浙江省的金华婺江、湖南省的南岳及湖北省等，常栖息于溪流中。该物种的模式产地在浙江金华婺江及湖南南岳，體長可達9.5公分。
其种加词“polylepis”意为“多鳞的”。